# 福岡市立千早西小学校
福岡市立千早西小学校（ふくおかしりつ ちはやにししょうがっこう）は、福岡県福岡市東区香椎浜一丁目にある公立小学校。

## 歴史
- 1987年（昭和62年） - 福岡市立千早小学校、福岡市立香椎浜小学校から分離し開校
- 1992年（平成4年） - 福岡市立香陵小学校を分離

## 通学区域
- 千早1丁目 - 2丁目、千早3丁目の一部、香椎浜1丁目の一部[1]

## 進学先中学校
- 福岡市立香椎第１中学校

## 学校周辺
- 香椎浜南公園
- 千早幼稚園
- ガーデンズ千早